# Hansonoperla hokolesqua
Hansonoperla hokolesqua is een steenvlieg uit de familie borstelsteenvliegen (Perlidae). De wetenschappelijke naam van de soort is voor het eerst geldig gepubliceerd in 1996 door Kondratieff & Kirchner.